# Perdiz-vermelha

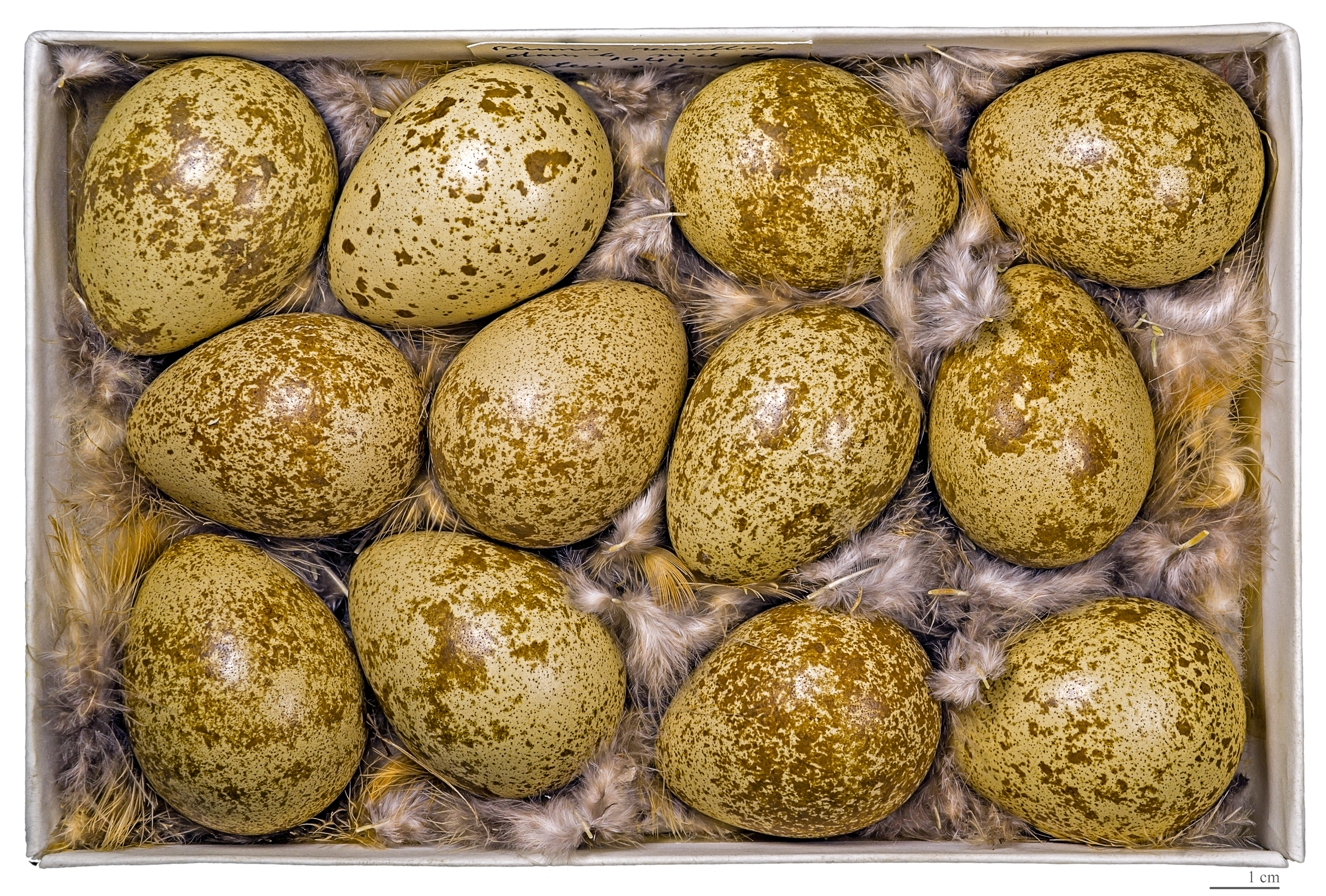
Alectoris rufa rufa - MHNT

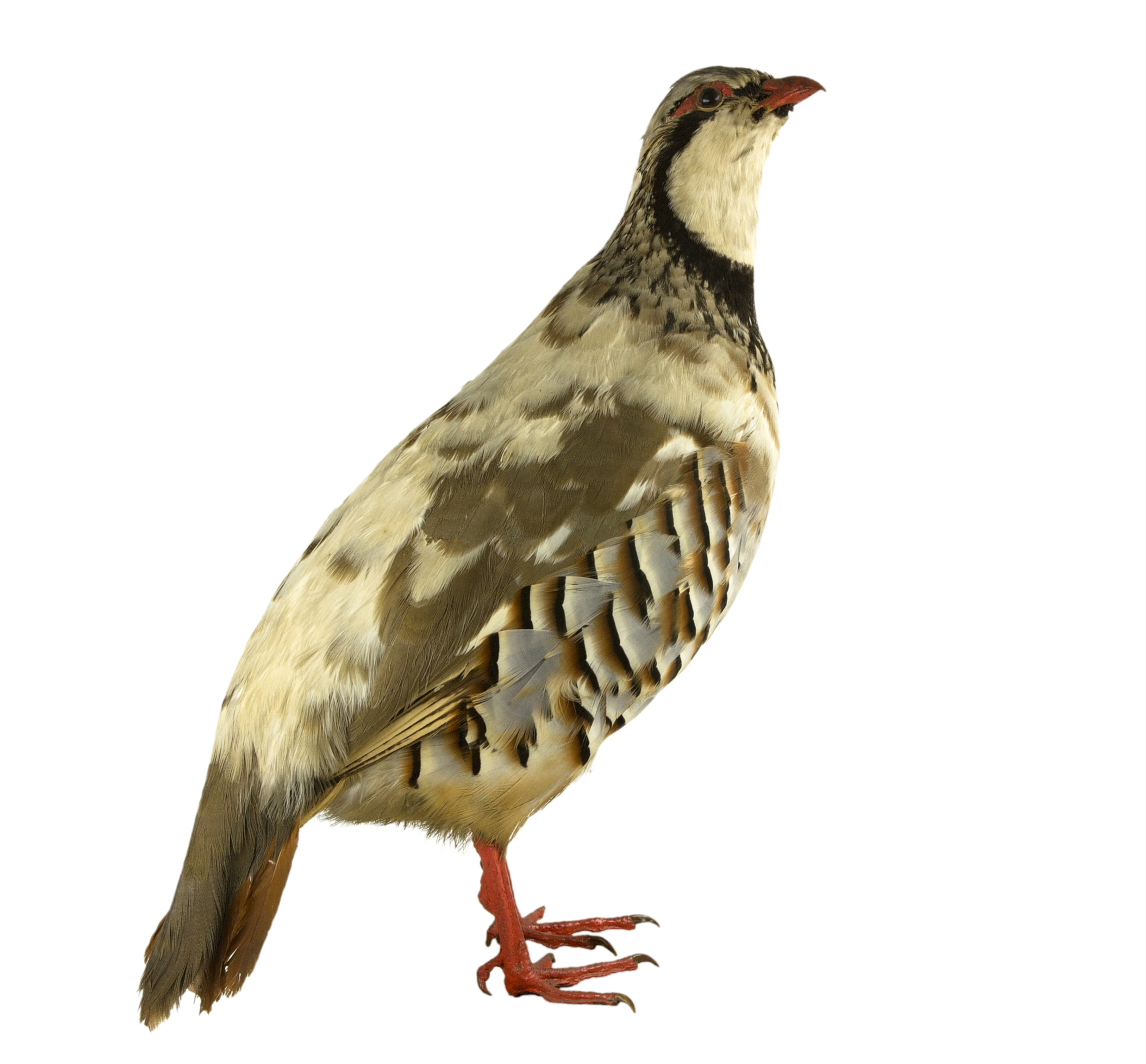
Alectoris rufa - MHNT

Perdiz-vermelha ou perdiz-comum (Alectoris rufa)  é uma ave cinegética da família Phasianidae (faisões), da ordem Galliformes, ou galináceos. A perdiz-vermelha ocupa habitats algo variados, incluindo searas. É uma ave gregária que vive em grupos. Habita em toda a Península Ibérica, sobretudo a sul, e encontra-se no sul da França.
- A. r. rufa (Linnaeus, 1758)
- A. r. hispanica (Seoane, 1894)
- A. r. intercedens (Brehm, AE, 1857)